# Lestes trichonus
Lestes trichonus – gatunek ważki z rodziny pałątkowatych (Lestidae).